# کارولین یونسون
کارولین یونسون (انگلیسی: Caroline Jönsson؛ زادهٔ ۲۲ نوامبر ۱۹۷۷) بازیکن فوتبال اهل سوئد است.
از باشگاه‌هایی که در آن بازی کرده‌است می‌توان به اومئا آی‌کی، باشگاه فوتبال مالمو، شیکاگو رد استارز، و باشگاه فوتبال روزنگرد اشاره کرد.
وی همچنین در تیم ملی فوتبال زنان سوئد بازی کرده‌است.